# Argishtikhinili
Argishtikhinili  (en ururtiano: ar-gi-iš-ti-ḫi-ni-li; en armenio:Արգիշտիխինիլի) fue una ciudad en el antiguo reino de Urartu, establecida durante la expansión de los urartianos en Transcaucasia bajo su rey Argishti I, y nombrada en su honor. La ciudad sobrevivió entre los siglos VIII y VI a. C. Las ruinas de la fortaleza de Argishtikhinili están a 15 kilómetros al suroeste de la ciudad de Armavir, Armenia, entre los pueblos de Nor-Armavir y Armavir en Armenia marz de Armavir. La ciudad fue fundada en la orilla izquierda de la cuenca media del río río Aras. Al paso de los siglos, el cauce de río se ha ido desplazado a varios kilómetros al sur de la ciudad.

## Historiografía
La historiografía de Argishtikhinili está íntimamente ligada con la antigua Armavir, una de las capitales de Armenia. Moisés de Corene ha escrito en su Historia de Armenia de la fundación de Armavir por Aramais, nieto de Hayk, el antepasado legendario de los armenios. La vieja Armavir, como se demostró en las excavaciones arqueológicas del siglo XX, se encontraba localizada en la cima de la antigua Argishtikhinili del siglo IV a. C. en adelante. En la década de 1830, el viajero suizo Frédéric DuBois de Montperreux había sugerido que un montículo cerca del pueblo de Nor Armavir podría ser la antigua fortaleza de Armavir. El interés en el sitio aumentó con el descubrimiento en 1869 de tablas con escritura cuneiforme, que se pudieron datar con la época de Argishti I y Rusa III. En 1880, las excavaciones en la colina empezaron, conducidas por arqueólogos rusos al frente del Quinto Congreso Arqueológico ruso en Tiflis.
En 1896, el ruso asiriólogo M.V. Nikolsky dedujo que debajo las ruinas de Armavir se encontraba una localidad más antigua perteneciente a Urartu. Esto fue confirmado por excavaciones posteriores.
A causa de la Primera Guerra Mundial y el Genocidio armenio, en el año 1927 empezaron investigaciones sistemáticas en Armavir, bajo la dirección de Nikolái Marr. Entre 1944 y 1970, los académicos Boris Piotrovsky, Giorgi Melikishvili e Ígor Diákonov realizaron investigaciones en Argishtikhinili. Sus traducciones de los textos urartianos contribuyeron enormemente a la comprensión de Urartu en general, y en particular de Argishtikhinili. Entre 1962 y 1971, hubo dos excavaciones simultáneas en el montículo de Argishtikhinili bajo los auspicios del Instituto de Arqueología de Armenia: una, que investigó de los restos de la antigua Argishtikhinili, estuvo dirigida por A.A. Martirosyan, mientras que la otra se dedicó a la antigua Armavir.

## Fundación
Los documentos urartianos indican que Argishtikhinili estuvo fundada en el 776 a. C. bajo la orden de Argishti I, en el undécimo año de su reinado. El establecimiento de la ciudad estuvo precedido por una larga expansión urartiana en la región transcaucásica, que tenía por objeto el control de la fértil llanura de Ararat. Aproximadamente en el primer año de su reinado, Argishti había empezado una serie de incursiones en la llanura de Ararat, el valle del río Akhurian, y el lago Sevan. En el 782 a. C., fundó el castillo de Erebuni en el sitio de la moderna Ereván como base para las operaciones militares.
La expansión en la llanura de Ararat fue interrumpida brevemente por enfrentamientos menores con los asirios en la frontera suroeste de Urartu. Durante el reinado de Argishti, Urartu fue el cenit de su poder, y fue capaz de vencer fácilmente a los ejércitos de sus vecinos, incluidos los asirios. Después de cuatro años de guerra, Argishti consiguió ocupar la llanura de Ararat, y hacia el 776 aC fundó una ciudad en medio del valle. Esto parece que fue el gran plan de Argishti para tener una fortaleza en cada esquina de la llanura de Ararat.
Según los arqueólogos, Argishtikhinili estaba destinada a ser un centro administrativo más que una base militar, ya que desde un punto de vista militar, su ubicación era inferior a la de óptima. Argishti también controló el área de trabajo de los metales de Metsamor.
De acuerdo con las crónicas de Argishti I, Argishtikhinili fue construida en la tierra del Azzi-Hayasa -o el Aza-, y de hecho, las excavaciones arqueológicas han demostrado que lo que permanece de la Edad de Bronce se ha data entre el III y el I milenio a. C. No existe ningún documento perteneciente a las campañas de Urartu contra el Azzi; se deducen que tras años de guerra en la llanura de Ararat, los habitantes de Azzi pudieron haber abandonado su localidad antes de su ocupación por los urartianos.
| | |
| Argishti I hijo de Menua, habla. Construí un fortaleza majestuosa y le di mi propio nombre, Argishtihinili. La tierra estaba desierta nada se construyó allí. Fuera de los ríos, construí cuatro canales; las viñas y los huertos se dividieron. He logrado los hechos allí... Argishti, hijo de Menua, Rey poderoso , gran Rey, Rey de Biainili, gobernante de Tushpa. | A través de la grandeza del Dios Jaldi, Argishti, hijo de Menua, construyó este canal. La tierra era deshabitada, no había nadie que se encontrara aquí. Por la gracia de Jaldi Argishti hizo este canal. Argishti Hijo de Menua, Rey poderoso, Rey grande, Rey de Bianiili, gobernante de Tushpa. |

## Descripción
La ciudad de Argishtikhinili ocupaba un área rectangular con dimensiones de aproximadamente 5 x 2 kilómetros. Entre las afueras occidentales de Nor Armavir y la parte central de la localidad de Armavir. A lo largo de los lados orientales y occidentales del rectángulo habían potentes fortificaciones realizadas en piedra. El borde occidental estaba en una larga cresta, mientras el flanco oriental estuvo situado en un afloramiento de basalto. Paralelo a los lados más largos del rectángulo se encontraban los canales de riego que ordenó Argishti I. Varios edificios de la ciudad han sido encontrados esparcidos por las colinas locales, situados dentro de la zona económica de Argishtikhinili, el área total era aproximadamente de 1000 hectáreas. La longitud total de los canales de riego no era menor de 40 kilómetros. Argishtikhinili fue posiblemente la más grande ciudad de Urartu en Armenia.
Los edificios en Argishtikhinili incluyen palacios, templos y viviendas, que continuaron siendo utilizadas sin mucho cambio en el período posterior a Urartu.
La red de canales de riego, construidos entre el río Aras y su afluente el Kasakh, es contemporánea con la ciudad, existen varios canales visibles actualmente (2016). Su construcción requirió la excavación de aproximadamente 160,000 metros cúbicos de tierra, mientras que las fortificaciones necesitaron por encima de 40,000 metros cúbicos de basalto. Los arqueólogos creen que los prisioneros estuvieron utilizados como mano de obra forzada en la construcción tanto de los canales como de la fortaleza.
|  | Números: 1. Fortificación occidental (en un montículo cercano a Nor-Armavir) 2. Fortificación oriental (en un montículo sobre Armavir) 3. Ciudad interior 4. Ciudad exterior 5. Frontera aproximada de las tierras de cultivo de Argishtikinili. 6. Canales de riego. 7. Fronteras de la vieja Armavir, construida sobre las ruinas de Argishtikinili, aproximadamente 200 años después de su caída. |

La ciudad era aparentemente más importante para su control administrativo y económico sobre la llanura de Ararat. De hecho, fue la capital administrativa y cultural del norte de Urartu. Los administradores de Argishtikhinili supervisaron la construcción de los canales de riego y regularon la distribución de los bienes económicos en la región. Dentro de las fortificaciones se han encontrado grandes áreas de almacenamiento para vino y granos, así como casas de funcionarios públicos y de militares.
Después de Argishti I, su hijo Sardur II fue también muy activo en Argishtikhinili, construyendo lugares de culto y ampliando enormemente las fortificaciones.

### Fortificaciones
A diferencia de muchas otras ciudades de Urartu, Argishtikhinili no estaba situada en una elevación, y por ello su valor militar era ínfimo. Las colinas bajas sobre las cuales se construyó la ciudad no permitió realizar fortalezas protegidas como en Tushpa, Erebuni, Rusahinili o Teishebaini. Aun así, para lo protegerse de los ataques desorganizados, el amurallamiento clásico del patrón urartiano se construyó a lo largo de los montículos que la rodeaban. Estos muros eran de ladrillo de barro sobre una base de bloques de basalto macizos. La fachada de las paredes estuvo dividida por contrafuertes, y en cada esquina de la fortaleza había una torre maciza.
|  |  |  |

Las fortificaciones occidentales mejor excavadas se encuentran en la mayor de las cinco elevaciones que comprenden las Colinas de David. Su entrada estaba en el norte en una rampa de barro. La fortaleza estaba compuesta por tres unidades, cada una constaba de habitaciones pequeñas distribuidas alrededor de un patio central. El movimiento entre las unidades estaba aparentemente regulado, dado los caminos individuales estrechos que las conectaba, mientras que dentro de una unidad, el movimiento era libre.

### Agricultura
En las tierras fértiles de la llanura de Ararat, se cultivaron el trigo y otros granos. Viñedos y bodegas fueron una ocupación importante. Los arqueólogos estiman que los graneros en Argishtikhinili podrían almacenar al menos 5.000 toneladas de producto, mientras que el cultivo patrocinado por el estado de cereales ocuparon casi 5000 hectáreas de tierra. Las bodegas de vino de la ciudad podían contener aproximadamente 160,000 litros, lo que implica el uso de aproximadamente 1250 hectáreas de viñas. Además, muchos ciudadanos poseyeron sus propias parcelas de tierra. También se conservan restos de animales domésticos como aves de corral.

### Oficios
Muchas manufacturas de piedra y de arcilla han sido encontradas en Argishtikhinili, principalmente para uso agrícola. Para fines generales y especiales como los hornos de piedra y varios tipos de molinos de granos. Las vasijas de barro (kareses), fueron utilizadas para el almacenamiento de varios productos como la harina y el vino, el cual era regularmente comerciado con países vecinos. El almacenamiento de vino exigió enormes vasijas que fueron parcialmente enterradas en la tierra.
La carpintería metálica fue fuertemente desarrollada en Argishtikhinili. Numerosos artículos de hierro y bronce han sido descubiertos -agrícolas, armas, armaduras, joyas y demás-. Los arqueólogos también han descubierto piedra y moldes cerámicos para la fundición de metal.
| |  |  |
| Arriba: molinos de piedra para moler trigo en harina. A la izquierda una herramienta de mano y a la derecha una versión industrial.: Un karase es una herramienta de mano, y una versión industrial. Izquierda: un Karas, o vasija-tarro, encontrado en una bóveda en Argishtikhinili.Los karases se enterraron en la tierra aproximadamente a un 80% de su altura; las partes enterradas de las vasijas han sobrevivido mejor que sus cuellos expuestos al aire.En estos karases fueron almacenados casi 160 000 litros de vino en Argishtikhinili. |  |  |

Las vasijas agrícolas aparecen en varios tipos y tamaños, con cuerpos hinchados o estirados, y con patrones de diseño como carros.
Vasos de cerveza con cuellos cortos y cuerpos alargados, incensarios de arcilla, cubas de fabricación para queso, y jarras de varias formas han sido encontradas. Las jarras fueron decoradas con frentes de casa, modelos geométricos, o con incisiones de hojas.
Otros elementos incluyen lámparas, tazas, frascos, urnas de enterramiento, y karases médicos con tapaderas. Vasos ceremoniales (religiosos) han sido encontrados en Argishtikhinili, decorados con triángulos, líneas en zigzag, o con imágenes de cabezas de ave o de dragón.

## Durante el declive urartio
Con la derrota asiria del rey urartio Sardur II empezó el declive del reino de Urartu. El siguiente rey Rusa I  fue también incapaz de contener a los asirios, y después de una derrota terrible en manos de Sargon II, se quitó la vida. Durante la invasión de Urartu en el 714 a. C., Sargon realizó un duro golpe a la religión urartiana, con la destrucción del santuario de su dios principal Jaldi en Musasir. La construcción intensiva que caracterizó los reinados de los reyes anteriores de Urartu se desaceleró fuertemente, con una cierta cantidad de obras de construcción continua únicamente en transcaucasia. En Argishtikhinili, han sido encontradas inscripciones de los reinados de Rusa II -hijo de Argishti II, reinado 685-639 a. C.- y Rusa III -hijo de Erimena, c. 605-595 a. C.-. Rusa II, pretendiendo restaurar la gloria del culto de Jaldi, construyó templos similares en Argishtikhinili, Erebuni y Teishebaini, decorados con inscripciones idénticas aquello que refuerza los dioses urartianos mediante la inclusión del dios babilónico Marduk:

En el nuevo templo, dejó una cabra para ser sacrificada al dios Jaldi, dejó un toro para ser sacrificado al dios Jaldi, una oveja al dios Teisheba, una oveja al dios Shivini, una vaca a la diosa Arubani, una oveja a la armadura del dios Jaldi, una oveja a las puertas del dios Jaldi, una oveja al dios Iuarsha... Hice todo esto. Rusa, hijo de Argishti dice: El que destruya esta estela, el quelo profane, el que lo robe, el que lo entierre en la tierra, ..., el que proclama "Soy yo el que lleva a cabo estas obras", y que se sustituye a su cuenta en lugar de mi nombre, puede ser destruido por los dioses Jaldi, Teisheba, Shivini, Marduk; Que no haya ni su nombre ni su familia bajo el sol...

Bajo Rusa II, la atención se centró en gran parte en la fortaleza de Teishebaini, de hecho, los tesoros de ciudades menores, incluyendo Argishtikhinili, fueron trasladados allí.

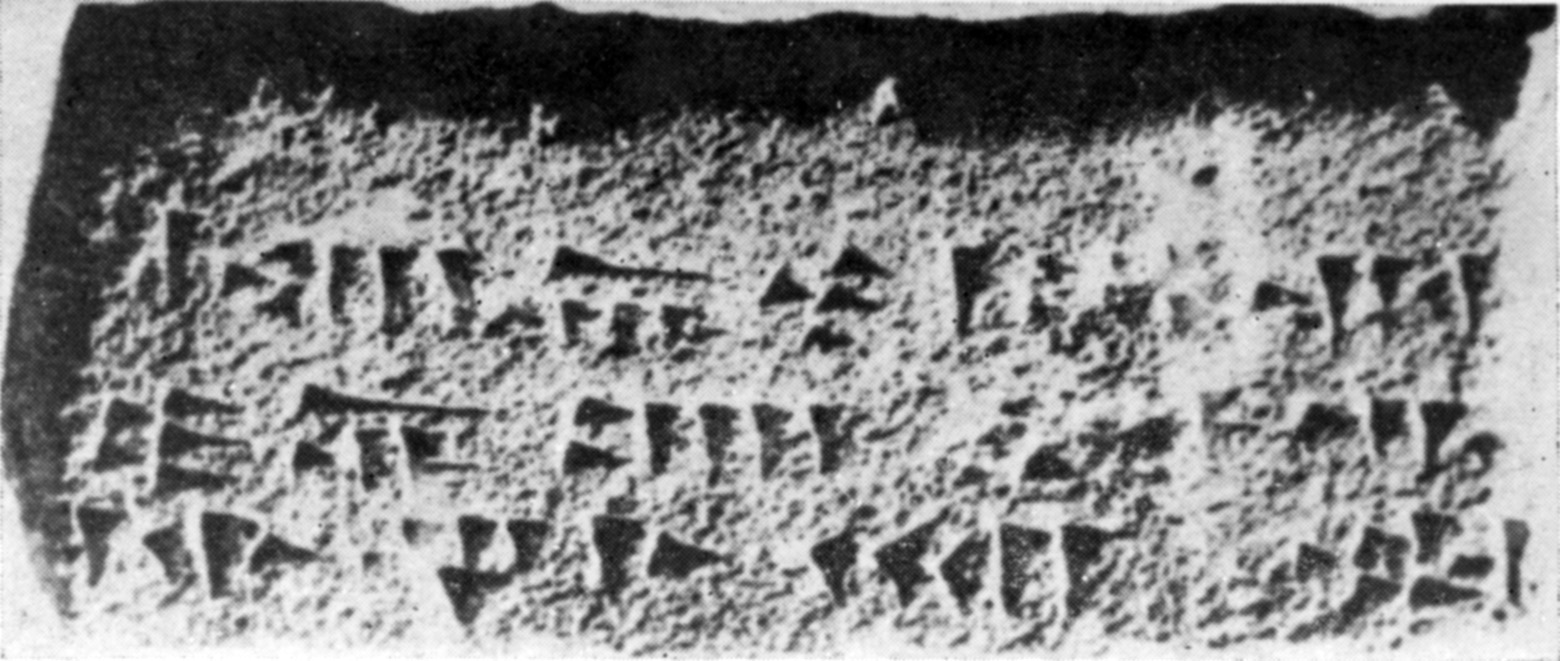
Fragmento de inscripción urartiana cuneiforme de Rusa III de un granero en Argishtikhinili

Rusa II trató de frenar la caída de Urartu pero no tuvo éxito. Un nuevo granero, mencionado en una inscripción por rey Rusa III, fue probablemente el gran edificio principal realizado en Argishtikhinili. Poco después, la población civil y el ejército parecen haber abandonado la fortaleza de Erebuni -en aquel tiempo el centro militar principal en la llanura de Ararat- por razones tácticas, y se unió las fuerzas principales en la gran fortaleza de Teishebiani, poniendo de este modo a Argishtikhinili en riesgo de ataque. Alrededor del 600 aC, esta ciudad estuvo capturada e incendiada. Los arqueólogos han descubierto evidencia de armas de asalto, gran conflagración y numerosass muertes de residentes. Argishtikhinili fue probablemente destruida por los pueblos escitas o los medas, y por tanto había menos de 200 años.

## Estado actual
Después de la conclusión de excavaciones bajo la jefatura dirección de A.A. Martirosyan en la década de 1970, Argishtikhinili se conservó con las principales excavaciones cubiertas con tierra. Algunas de las fortificaciones y las fundaciones estuvieron fortalecidas y selimpiaron sus superficies. En el montículo Argishtikhinili, una piedra conmemorativa fue colocada junto con un plano de la ciudad durante su apogeo. La mayoría de los artefactos encontrados en Argishtikhinili fueron trasladados al Sardarapat Museo Etnográfico de Armenia.
| |  |
| Izquierda: estela conmemorativa de Argishti I. Arriba: plano de Argishtikhinili durante su apogeo. |  |